# Szlak mormoński

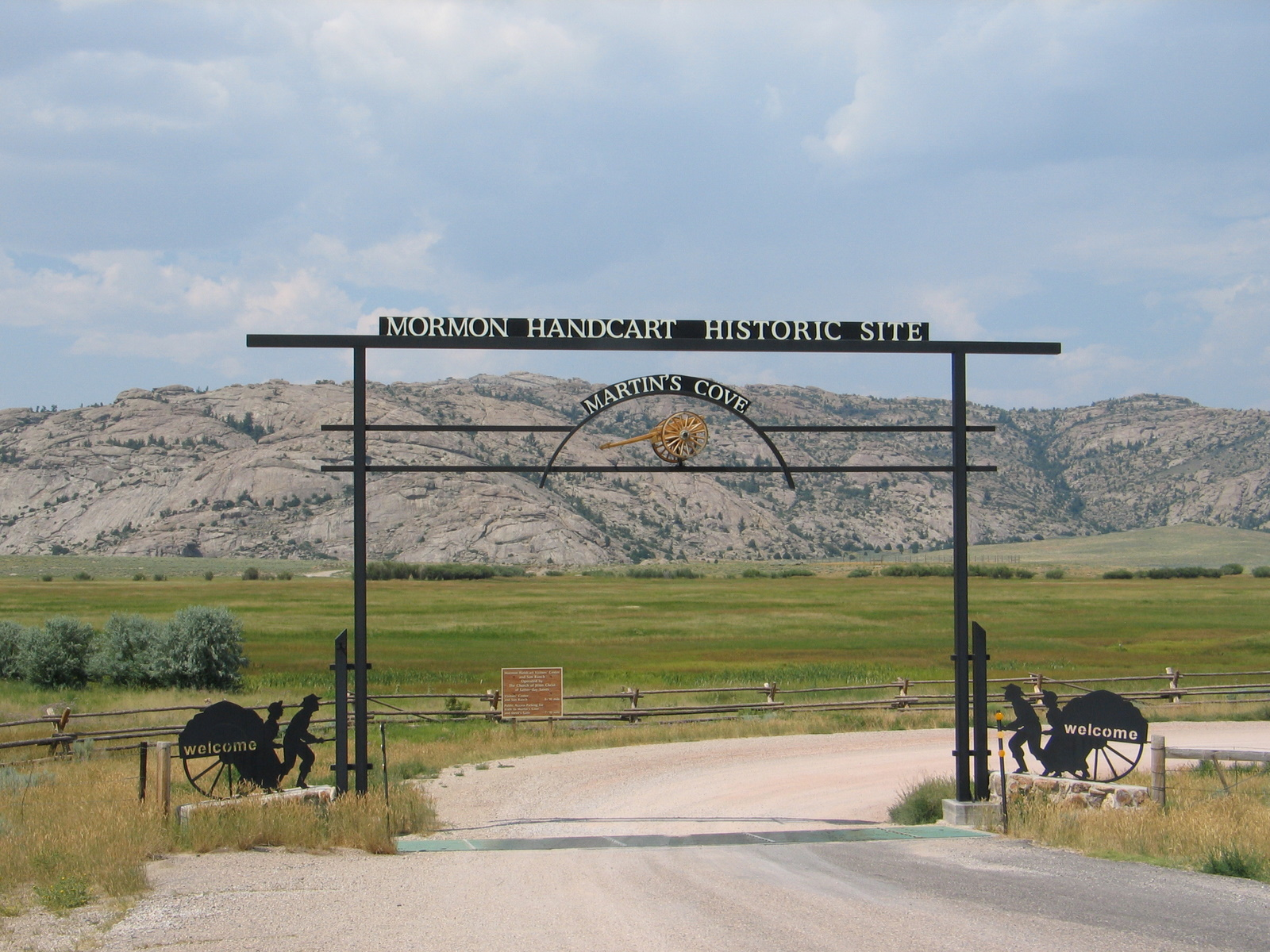
Martin's Cove na szlaku mormońskim

Szlak mormoński albo Szlak pionierów mormońskich – droga długości ponad 2000 km, którą mormoni, czyli wyznawcy Kościoła Jezusa Chrystusa Świętych w Dniach Ostatnich (LDS) podróżowali na zachód w latach 1846–1857. Dzisiaj szlak ten uznawany jest za narodowy pomnik historyczny.

## Podłoże
Pod przywództwem Josepha Smitha w latach 1830–1844 mormoni utworzyli w Stanach Zjednoczonych  kilka osiedli, wśród których najważniejszymi były Kirtland (Ohio), Independence (Missouri) i Nauvoo (Illinois). Jednak ze wszystkich byli kolejno usuwani z powodu zarówno ich nieakceptowanych obyczajów (wielożeństwo), jak i konfliktów z innymi osadnikami. Ostatnie takie osiedle – Nauvoo – musieli opuścić w roku 1846.
Jakkolwiek po śmierci Smitha w roku 1844 ruch świętych w dniach ostatnich uległ rozpadowi na kilka mniejszych grup, zdecydowana większość wiernych skupiła się wokół Brighama Younga i Kościoła Jezusa Chrystusa Świętych w Dniach Ostatnich. 24 września 1845 przywódcy Kościoła zapowiedzieli, że wraz z nastaniem wiosny święci opuszczą Nauvoo. Pod wodzą Younga około 14 tysięcy mormońskich mieszkańców Nauvoo opuściło swe domy, by szukać nowego miejsca zamieszkania na zachodzie.

## Droga na zachód

Mapa szlaku mormońskiego

Jako naczelny Apostoł Rady Dwunastu Apostołów po śmierci Smitha Brigham Young przyjął na siebie obowiązek przewodzenia Kościołowi (w roku 1847 przyjął godność prezydenta Kościoła i proroka). W pod przewodnictwem Brighama Younga 7 lutego 1846 roku wierni wyruszyli daleko na zachód, nie wiedząc, gdzie i którędy będą szli, ani gdzie będą się zatrzymywać.
Young zebrał podstawowe informacje o dolinie Wielkiego Jeziora Słonego i o Wielkiej Kotlinie, spotykając się z myśliwymi, traperami i o. Pierre-Jeanem De Smetem, misjonarzem jezuickim, którym region ów był znany. Następnie zorganizował rodzaj straży przedniej – grupę, która miała wyznaczyć szlak przez Góry Skaliste, ocenić panujące tam warunki, znaleźć i oznaczyć źródła wody pitnej, a na koniec wybrać miejsce spotkania wszystkich grup wędrowców w Wielkiej Kotlinie. Dla uniknięcia konfliktów o pastwiska, miejsca postojowe czy źródła z innymi osadnikami wędrujących szlakiem oregońskim południowym brzegiem rzek Platte i Platte Północna, nowy szlak – odtąd nazywany „mormońskim” – wytyczono wzdłuż północnego brzegu tych rzek.
Rada mieszkańców Quincy (Illinois) w październiku 1845 przegłosowała rezolucję domagającą się od mormonów opuszczenia Nauvoo do maja 1846. W kilka dni później mieszkańcy Carthage (Illinois) zapowiedzieli powołanie obywatelskiej milicji, która zmusi mormonów do opuszczenia Illinois, gdyby ci nie dotrzymali majowego terminu. Starając się dotrzymać terminu i jak najwcześniej ruszyć w drogę do Wielkiej Kotliny, członkowie Kościoła zaczęli opuszczać Nauvoo już w lutym. Young początkowo przypuszczał, że na czele szybkiego oddziału złożonego z 300 ludzi osiągnie Wielką Kotlinę w miesiącach letnich 1846 roku. Uważał, że główna kolumna jego ludzi będzie zdolna pokonać Terytorium Iowa i dotrzeć do rzeki Missouri w 4–6 tygodni. W rzeczywistości wędrówkę przez Iowę spowolniły deszcze, błotnisty szlak, wezbrane rzeki i złe przygotowanie. Trwała ona 16 tygodni – trzykrotnie dłużej niż planowano. Było oczywiste, że mormońscy wędrowcy nie dotrą do Wielkiej Kotliny przed zimą 1846/1847, którą przyszło im spędzić nad Missouri.
W tym czasie ponad 500 wiernych odpowiedziało na wezwanie prezydenta Brighama Younga i wstąpiło do Armii Stanów Zjednoczonych, aby służyć w wojnie meksykańskiej (1846–1848). Grupa ta została nazwana „batalionem mormońskim”. Ich uczestnictwo w wojnie miało na celu zebranie pieniędzy w celu umożliwienia podróży na zachód biedniejszym członkom Kościoła.

### Szybki oddział
W kwietniu 1847 dokonano selekcji członków „szybkiego oddziału”. Ponadto spakowano zapasy, podzielono cały lud na 14 kompanii w wojskowym stylu, powołano milicję i straż nocną. „Szybki oddział” liczył 143 osoby, w tym trzech czarnych niewolników oraz ośmiu członków Rady Dwunastu Apostołów, trzy kobiety i dwoje dzieci. Kolumna liczyła 73 wozy wraz ze zwierzętami pociągowymi oraz stado bydła. Na wozach zgromadzono zapasy żywności na rok. 5 kwietnia kolumna wyruszyła z kwater zimowych nad Missouri w stronę Wielkiej Kotliny.
Wędrówka z zimowiska do Fort Laramie zajęła 6 tygodni. W Forcie Laramie do szybkiego oddziału dołączyli członkowie „batalionu mormońskiego”, którzy – jako ranni lub chorzy – zimę spędzili na południu w Pueblo (Kolorado) i grupa wiernych z Missisipi. Stąd, większa już kolumna, ruszyła uczęszczanym szlakiem oregońskim w kierunku faktorii handlowej Fort Bridger. 
Young spotkał się z traperem Jimem Bridgerem 28 czerwca. Po uzyskaniu informacji na temat drogi i możliwości założenia osad w dolinach Wielkiej Kotliny kolumna pokonała Przełęcz Południową, przeprawiła się przez Green River i dotarła do Fort Bridger 7 lipca. Tam dołączyła jeszcze 13-osobowa grupa z Pueblo.
W związku z tym, że dalsza droga mogła okazać się trudniejsza i bardziej niebezpieczna, Young postanowił posuwać się szlakiem wyznaczonym rok wcześniej przez Karawanę Donnera podczas wyprawy do Kalifornii. W czasie przeprawy przez dzikie góry szybki oddział podzielił się na trzy grupy: Young i kilku innych członków oddziału, którzy zapadli na chorobę, wywołaną prawdopodobnie przez kleszcze, został z tyłu oddziału głównego, z którego wydzielono z kolei grupę „zwiadowców”, którzy mieli wytyczać i znakować szlak.
21 lipca zwiadowcy Erastus Snow i Orson Pratt, obaj należący do Rady Dwunastu Apostołów, dotarli do doliny Wielkiego Jeziora Słonego. 23 lipca Pratt, w uroczystej modlitwie, oddał te ziemie we władanie Bogu. Wkrótce wykopano rowy irygacyjne i zasadzono pierwsze poletka ziemniaków i rzepy. 24 lipca Young zobaczył dolinę po raz pierwszy. Powożącemu „wozem chorych” Wilfordowi Woodruffowi powiedział podobno: „To jest to miejsce, jedź”.
W sierpniu 1847 roku Young i wyznaczeni członkowie „szybkiego oddziału” wrócili na zimowisko nad Missouri, by zorganizować wymarsz następnych „kompanii” w kolejnych latach. Do grudnia 1847 roku ponad dwa tysiące mormonów dotarło do doliny Wielkiego Jeziora Słonego.

### Następne fale migracyjne

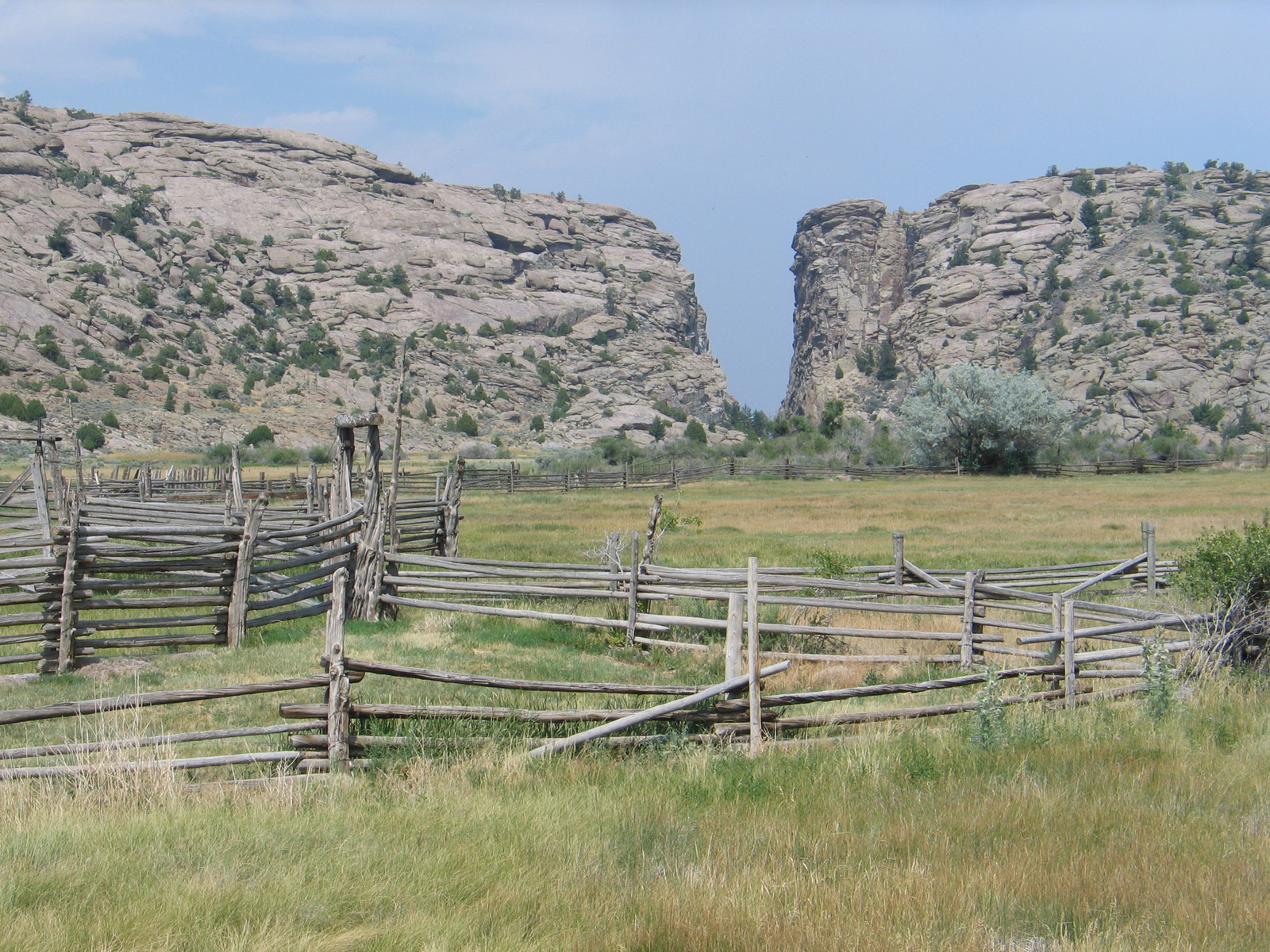
Diabelskie Wrota to punkt orientacyjny na szlakach mormońskim i oregońskim

Każdego roku w czasie mormońskiej wędrówki na zachód ludzie byli organizowani w „kompanie” oznaczane nazwiskami przywódców i dzielonymi na podgrupy 10–50-osobowe. Członkowie Kościoła wędrowali szlakiem wyznaczonym przez „szybki oddział”, przy czym dzielili podróż na dwa odcinki: odcinek pierwszy zaczynał się w Nauvoo i kończył na „kwaterach zimowych” w Nebrasce, w pobliżu dzisiejszego Omaha. Odcinek drugi wiódł przez Nebraskę i Wyoming i kończył się w dolinie Wielkiego Jeziora Słonego w dzisiejszym stanie Utah. Pierwsi wędrowcy używali krytych wozów zaprzężonych zazwyczaj w woły; ich następcy – zwykle znacznie biedniejsi – wędrowali pieszo, ciągnąc ręczne wózki z dobytkiem.
W roku 1849 większość członków Kościoła, którzy zostali w Iowa i Missouri, była zbyt biedna, by kupić i wyposażyć wozy. W tej sytuacji Kościół ustanowił fundusz, zwany Perpetual Emigration Fund, dla wspomożenia biednych emigrantów. W roku 1852 większość mormonów z Nauvoo udała się do Utah, podobnie było w stanie Iowa. Wciąż jednak wielu wiernych Kościoła ze wschodnich stanów i z Europy wędrowało na zachód korzystając z dobrodziejstwa funduszu.
Osiedlali się ostatecznie na terenach wokół Wielkiego Jeziora Słonego, wówczas na terytorium Meksyku. Powstało tam miasto Salt Lake City i główna siedziba Kościoła. Ciężką pracą społeczność mormońska szybko osiągnęła sukces.
Wkrótce Stany Zjednoczone upomniały się o mormonów. W roku 1848, po zakończeniu wojny z Meksykiem, ziemie, na których osiedli, znalazły się w granicach Stanów Zjednoczonych.